# Lubuk Dalam (Kota Kayu Agung)
Lubuk Dalam is een bestuurslaag in het regentschap Ogan Komering Ilir van de provincie Zuid-Sumatra, Indonesië. Lubuk Dalam telt 843 inwoners (volkstelling 2010).